# Nati nel 1300
| Questa pagina contiene informazioni ricavate automaticamente dalle voci biografiche con l'ausilio del template Bio e di un bot. L'aggiornamento è periodico e automatico e ricostruisce completamente la pagina. Se manca una persona in questa lista, sei pregato di non aggiungerla, ma accertati piuttosto che la sua voce biografica contenga il template Bio e che i dati anagrafici siano correttamente compilati. Se il template Bio manca, inseriscilo tu stesso o, in alternativa, metti l'avviso {{tmp\|Bio}} che ne segnala la mancanza. Se i dati riportati sono sbagliati, correggi direttamente la voce biografica; le modifiche saranno visibili in questa lista entro pochi giorni. Per chiarimenti vedi il progetto biografie. La lista contiene solo le 26 persone che sono citate nell'enciclopedia e per le quali è stato implementato correttamente il template Bio. Pagina aggiornata al 10 ago 2025. |

- 1º aprile - Costanza d'Aragona, principessa († 1327)
- 1º giugno - Tommaso Plantageneto, I conte di Norfolk, nobile britannico († 1338)
- 27 settembre - Adolfo del Palatinato, nobile († 1327)
- 22 dicembre - Khutughtu Khan, imperatore cinese († 1329)
- Pietro Alighieri, magistrato e critico letterario italiano († 1364)
- Giovanni II dei Bonacolsi, religioso italiano
- Pataro Buzzaccarini, nobile, politico e militare italiano († 1361)
- Guy de Chauliac, medico francese († 1368)
- Jacopo Cini, vescovo cattolico e teologo italiano († 1381)
- Heinrich von Herford, storico tedesco († 1370)
- Elisabetta di Holstein-Rendsburg, nobildonna tedesca († 1340)
- Jeanne de Clisson, nobile e pirata francese († 1359)
- Karijotas, nobile lituano († 1358)
- Guillaume de Machaut, poeta e compositore francese († 1377)
- Goffredo Marzano, condottiero italiano
- Michelina da Pesaro, religiosa italiana († 1356)
- Giovanni d'Epiro, conte († 1335)
- Giovanna di Pfirt, duchessa († 1351)
- Jean Pucelle, miniatore francese († 1355)
- Raimond de Salg, patriarca cattolico francese († 1375)
- Gregorio da Rimini, filosofo e teologo italiano († 1358)
- Roberto di Borgogna, conte († 1317)
- Sati Beg, politica mongola († 1345)
- Filippo d'Angiò, nobile francese († 1331)
- Ivan Stefan di Bulgaria, sovrano bulgaro († 1373)
- Teresa di Entenza, nobildonna spagnola († 1327)